# Kleopatra VI.
Kleopatra VI. Tryphaina (altgriechisch Κλεοπάτρα Τρύφαινα Kleopátra Trýphaina; * um 95 v. Chr.; † 57 (?) v. Chr.) war eine ägyptische Pharaonin (Königin) und seit etwa 80/79 v. Chr. die einzige sicher bezeugte Gattin Ptolemaios’ XII. Neos Dionysos. Sie gebar ihrem Gemahl die Tochter Berenike IV. und möglicherweise noch weitere Kinder einschließlich der berühmten Kleopatra VII. Wahrscheinlich wurde sie von Ptolemaios XII. infolge von Streitigkeiten 69 v. Chr. verstoßen und trat erst wieder nach seiner Vertreibung 58 v. Chr. in Erscheinung, als sie mit Berenike IV. die Regierung Ägyptens übernahm. Bereits 57 v. Chr. dürfte sie aber gestorben sein.

## Leben
Aufgrund der dürftigen Quellenlage ist Kleopatra VI. Tryphaina eine sehr schattenhafte Figur, über die nur sehr wenige gesicherte Fakten bekannt sind; viele Aspekte ihres Lebens sind Gegenstand kontroverser Theorien. Schon die ihr von der modernen Forschung zugeordnete Nummerierung ihres Namens ist uneinheitlich: Felix Stähelin und Christopher Bennett führen sie etwa als Kleopatra V., Günther Hölbl und Lloyd Llewellyn-Jones als Kleopatra VI. sowie schließlich Werner Huß als Kleopatra VII. In allen Quellenzeugnissen wird ihr stets auch der Beiname Tryphaina beigelegt; vielleicht hat sie diesen ursprünglich allein geführt und den mittlerweile für ptolemäische Königinnen üblich gewordenen Kleopatra-Namen erst nach ihrer Thronbesteigung angenommen.
Es ist auch nicht überliefert, wer die Eltern von Kleopatra VI. Tryphaina waren. Die meisten Althistoriker, so z. B. Werner Huß, halten sie für eine Tochter des Ptolemaios IX. sowie eine Schwester oder Halbschwester ihres Gatten Ptolemaios XII. Christopher Bennett nimmt hingegen an, dass sie der Verbindung Ptolemaios’ X. mit Kleopatra Berenike III. entsprossen sei.
Die erste sicher datierbare Bezeugung Kleopatras VI. stammt vom 17. Januar 79 v. Chr. Ferner ist noch eine weitere Erwähnung Kleopatras VI. im Jahr 80/79 v. Chr. in einem Papyrusdokument bekannt. 80/79 v. Chr. war wohl das Hochzeitsjahr Kleopatras VI. und Ptolemaios’ XII., auf das auch eine Münze zur Feier der Decennalien ihrer Heirat hindeutet. Das Königspaar empfing als theoí Philopátores kai Philádelphoi („vater- und geschwisterliebende Götter“) kultische Verehrung.
Seit Ende 69 v. Chr. taucht der Name Kleopatras VI. in ptolemäischen Akten nicht mehr auf. Ihre letzte Erwähnung in einem ptolemäischen Denkmal stammt vom 8. August 69 v. Chr., während ihr Name bereits in einer Urkunde vom 1. November 69 v. Chr. fehlt. Zwar erklärten manche ältere Forscher wie Felix Stähelin dies mit der Vermutung, dass Kleopatra VI. damals gestorben sei, doch neigt die moderne Forschung wie etwa Werner Huß überwiegend zur Theorie, dass Kleopatra VI., offenbar wegen heftiger Konflikte zwischen den königlichen Eheleuten, verstoßen wurde. Stähelin führt u. a. als Beleg seiner Theorie an, dass laut Porphyrios nach der Vertreibung des Ptolemaios XII. 58 v. Chr. seine beiden Töchter Kleopatra Tryphaina und Berenike IV. die Regierung übernommen hätten. Da aber Strabon nur drei Töchter des Ptolemaios XII. (offenbar Berenike IV., Kleopatra VII. und Arsinoë IV.), also keine Tochter Kleopatra Tryphaina kennt und laut dem Befund der Reliefs auf den Pylonen des Tempels von Edfu Kleopatra VI. 69 v. Chr. noch nicht gestorben war, scheint festzustehen, dass die Herrscherinnen des Jahres 58/57 v. Chr. Mutter und Tochter waren.
Es ist in der Forschung umstritten, ob Kleopatra VI. die Mutter aller bekannten Kinder Ptolemaios’ XII. war. Diese Kinder waren Berenike IV. (* zwischen 78 und 75 v. Chr.; † 55 v. Chr.), Kleopatra VII. (* 69 v. Chr.; † 30 v. Chr.), Arsinoë IV. (* zwischen 68 und 65 v. Chr.; † 41 v. Chr.), Ptolemaios XIII. (* 61 v. Chr.; † 47 v. Chr.) und Ptolemaios XIV. (* um 59 v. Chr.; † 44 v. Chr.).
Berenike IV. wird in der Forschung ziemlich einhellig für eine Tochter Kleopatras VI. gehalten, u. a. aufgrund von Strabons Bemerkung, dass von den drei Töchtern Ptolemaios’ XII. nur die älteste, also wohl Berenike IV., legitim gewesen sei. Diese Behauptung impliziert freilich, dass zumindest die beiden jüngeren Töchter Ptolemaios’ XII., Kleopatra VII. und Arsinoë IV., illegitim gewesen wären. Werner Huß vertritt die Theorie, dass Ptolemaios XII. möglicherweise in einer – aus griechischer Sicht illegitimen – Zweitehe auch mit einer dem Hohepriestergeschlecht von Memphis entstammenden vornehmen Ägypterin verheiratet war. Diese könnte die Mutter von Kleopatra VII. und deren jüngeren Geschwistern gewesen sein. Eine ägyptische Mutter könne verständlicher machen, dass Kleopatra VII. laut einer Angabe Plutarchs im Gegensatz zu früheren Ptolemäern fließend Ägyptisch beherrscht habe. Allerdings ist eine Zweitehe Ptolemaios’ XII nirgends bezeugt, abgesehen von der Aussage einer Stele (BM 886), dass der König mit seinen „Frauen“ und „Kindern“ Memphis besuchte. Es ist aber zweifelhaft, dass der Ausdruck „Frauen“ im Sinne von Ehefrauen gemeint ist; vielleicht waren damit Hofdamen bezeichnet. Ferner wurde Kleopatra VII. noch vor der mutmaßlichen Verstoßung Kleopatras VI. gezeugt, und außerdem findet sich in der umfassenden feindlichen Propaganda Roms gegen Kleopatra VII. keinerlei Andeutung, dass sie illegitimer Herkunft war, obwohl eine solche Abstammung ein sehr brauchbarer Punkt für Angriffe gewesen wäre. Michael Grant, der eine gleichzeitige Doppelehe Ptolemaios’ XII. als sehr unwahrscheinlich einschätzt, schließt daher, dass Kleopatra VI. die Mutter Kleopatras VII. war; eine andere Frau sei hingegen die Mutter von Arsinoë IV., Ptolemaios XIII. und Ptolemaios XIV. gewesen. Christopher Bennett wiederum nimmt an, dass Kleopatra VI. die Mutter aller bekannten Kinder Ptolemaios’ XII war.
Wenn die in der oben angeführten Bemerkung des Porphyrios erwähnte Kleopatra Tryphaina mit der Gattin des Ptolemaios XII., Kleopatra VI., gleichgesetzt wird, wie dies viele Althistoriker (Huß, Hölbl, Bennett etc.) tun, dann übernahm Kleopatra VI. im Jahr 58 v. Chr., nach der Verjagung des Ptolemaios XII. durch die Alexandriner, gemeinsam mit ihrer Tochter Berenike IV. die Herrschaft in Ägypten. In Papyrusurkunden wurde doppelt nach beiden Königinnen datiert. Laut der Inschrift des Edfu-Tempels sollen Ptolemaios XII. und Kleopatra VI. dieses Heiligtum am 5. Dezember 57 v. Chr. vollendet haben. Allerdings war Ptolemaios XII. zu diesem Zeitpunkt aus Ägypten vertrieben. Jan Quaegebeur schlug vor, dass sich die Inschrift gar nicht auf Ptolemaios XII., sondern auf Ptolemaios X. beziehe und daher auf den 13. Dezember 89 v. Chr. zu datieren sei. Nach der erwähnten Notiz des Porphyrios sei Kleopatra VI. bereits nach einjähriger Regierung, also 57 v. Chr., gestorben.